# حقوق‌دان

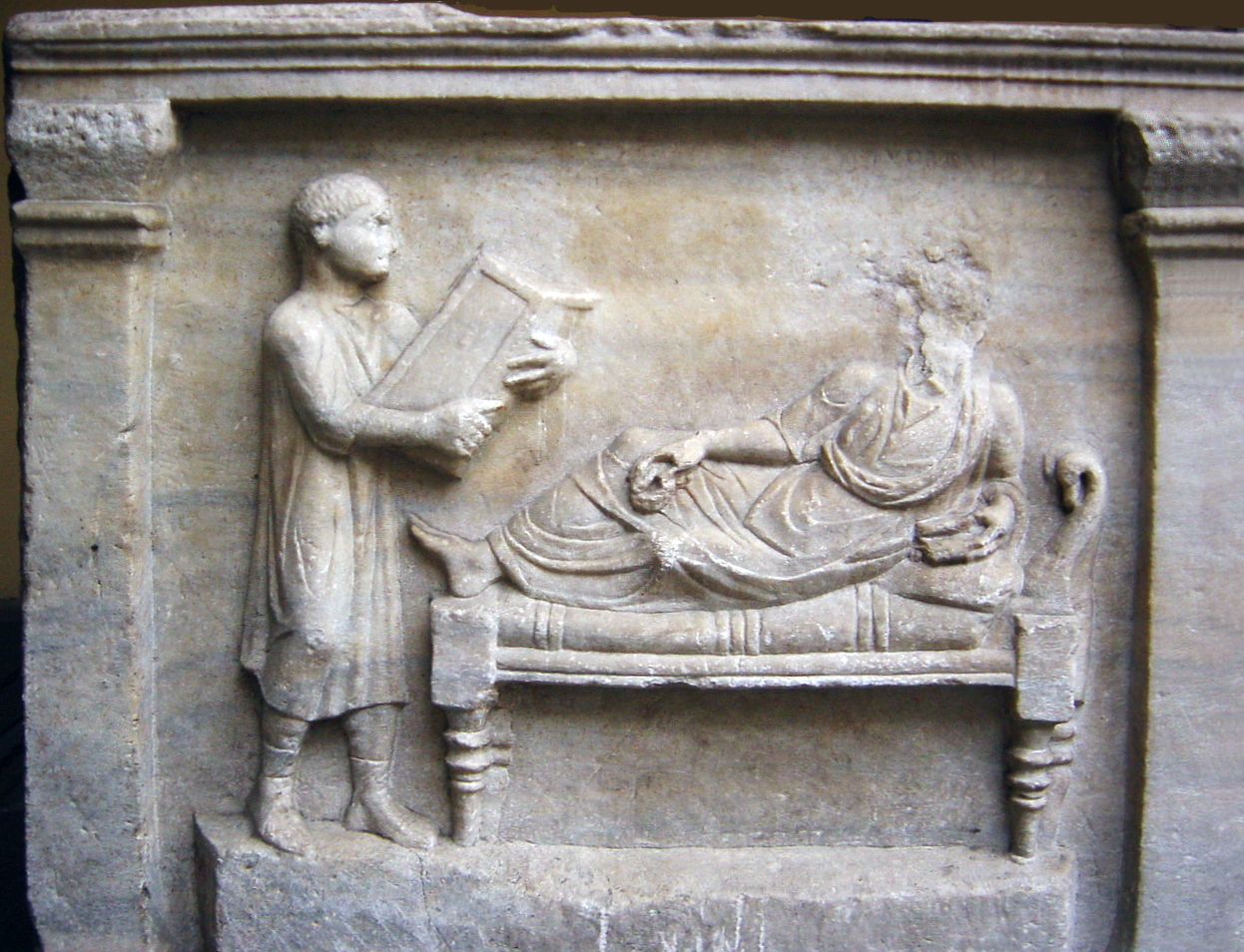
نگاره‌ای از تابوت‌دان نظریه‌پردازِ درگذشته، والریو پترونیانو

نظریه‌پرداز حقوق یا حقوق‌دان کسی است که در زمینهٔ دانش نظری حقوق به مطالعه و پژوهش می‌پردازد. چنین کسی، افزون بر بررسی و در بالاترین سطح، ارائه نظریات حقوقی، معمولاً در دانشگاه‌ها نیز به عنوان استاد حقوق مشغول به کار می‌شود و همچنین یافته‌های علم حقوق را جهت تدریس آکادمیک تدوین می‌کند.
در سده‌های گذشته تا پیش از تخصصی شدن مشاغل، ممکن بود فردی علاوه بر وکالت یا قضاوت به عنوان یک نظریه‌پرداز حقوق نیز شناخته شود اما امروزه این امور از هم تفکیک شده‌اند و به ندرت پیش می‌آید شخصی که به بررسی تخصصی و تدریس نظریه‌های حقوقی می‌پردازد به پیشهٔ حقوقی دیگری نیز مشغول باشد.
در حال حاضر این رشته به شکلی تخصصی دنبال می‌شود.
در آلمان،اسکاندیناوی و تعدادی از کشورهای دیگر حقوق‌دان به شخصی با مدرک حقوق حرفه‌ای اشاره می‌کند و در برخی از کشورها مثل نروژ ممکن است یک عنوان محافظت شده باشد. بنابراین این اصطلاح را می‌توان برای وکلا، قضات و دانشگاهیان به کار برد، مشروط بر این‌که دارای مدرک حقوق حرفه‌ای واجد شرایط باشند. در آلمان - اصطلاح «حقوق کامل» گاهی به‌طور غیررسمی برای اشاره به کسی استفاده می‌شود که دو آزمون دولتی را در رشته حقوق که واجد شرایط وکالت است را گذرانده است، برای متمایز کردن از کسی که ممکن است فقط اولین آزمون دولتی یا نوع دیگری از صلاحیت قانونی را داشته باشد. که واجد شرایط وکالت نیست.

## نظریه‌پردازان سرشناس حقوق

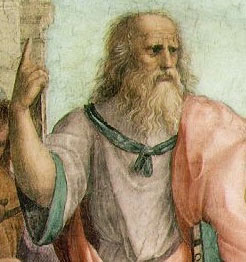
افلاطون
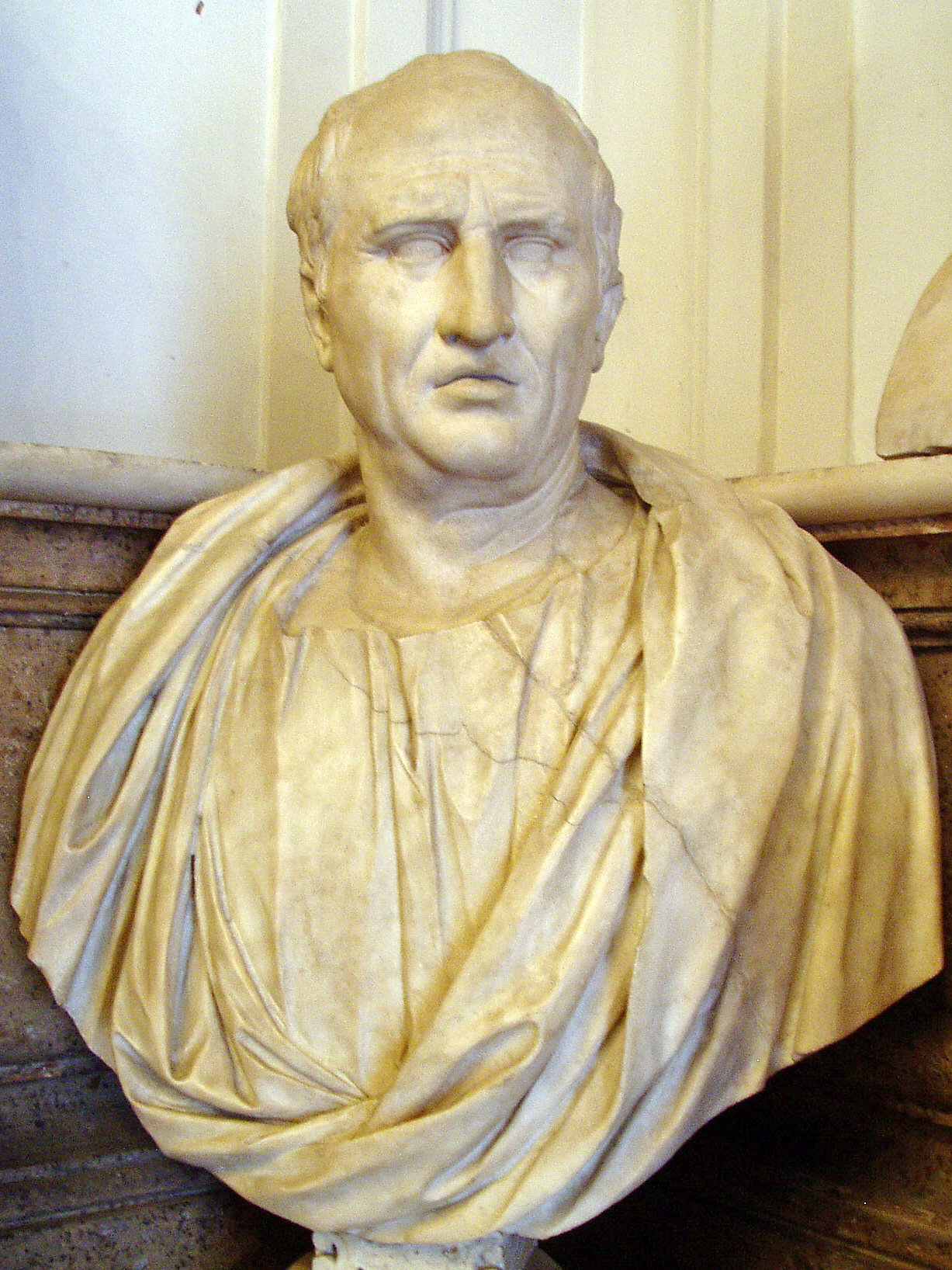
سیسرون
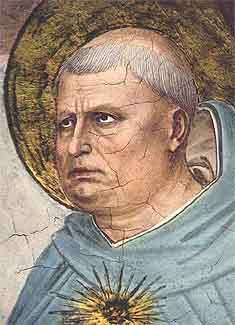
توماس آکویناس
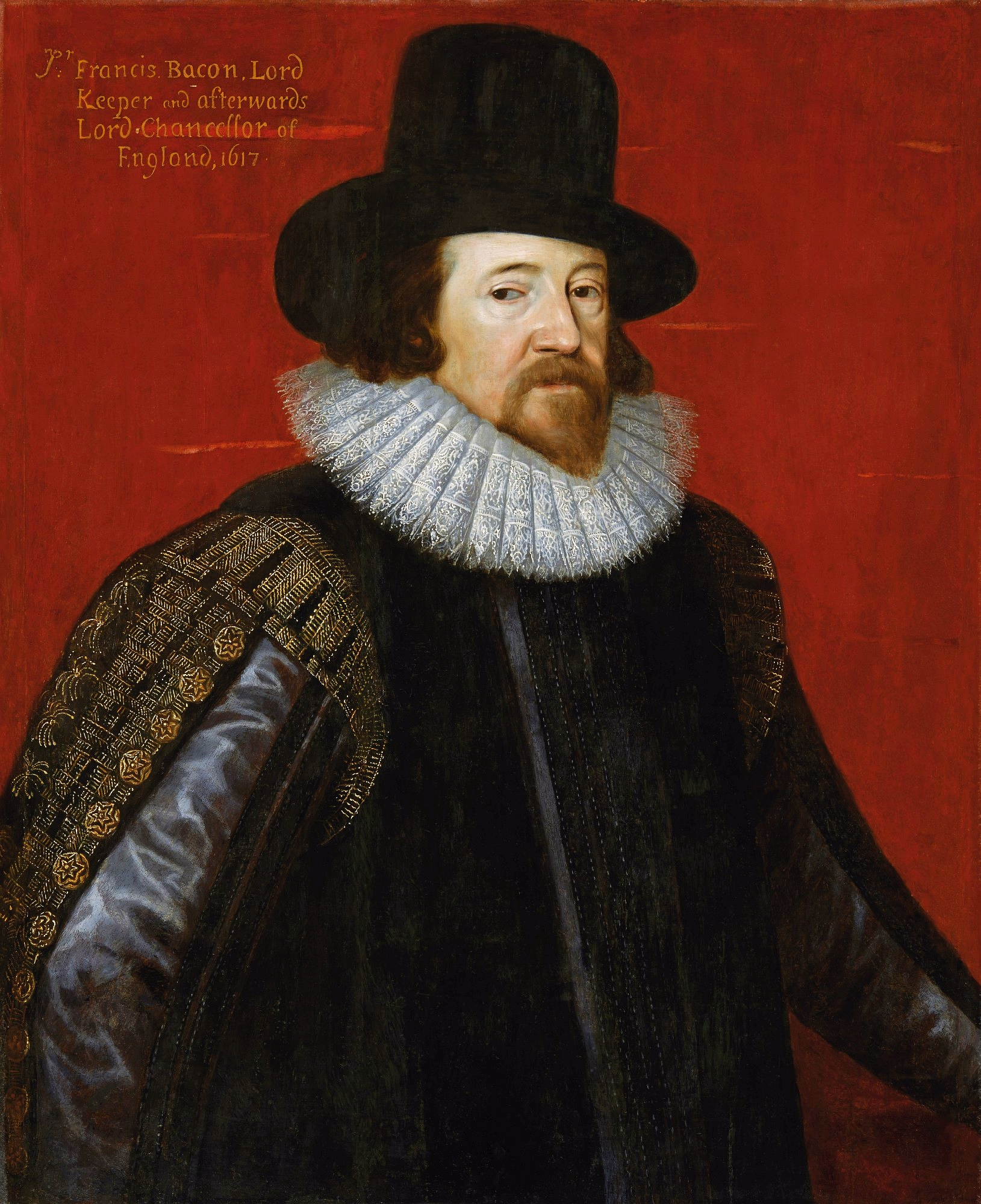
فرانسیس بیکن
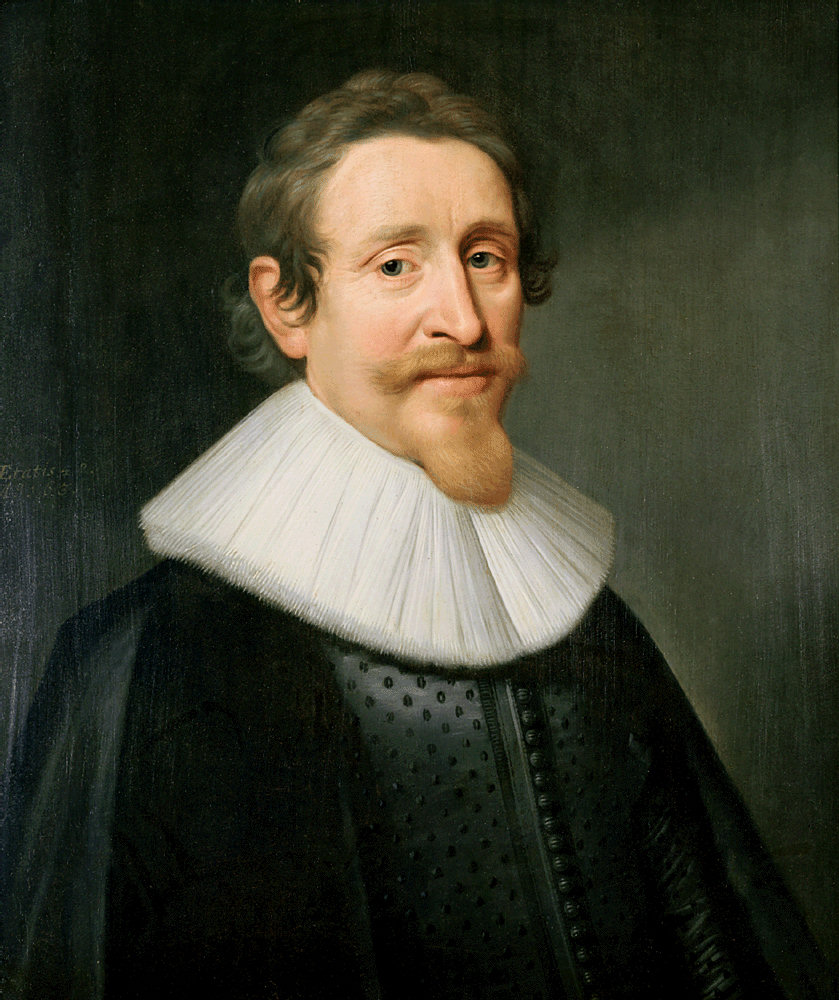
هوگو گروتیوس
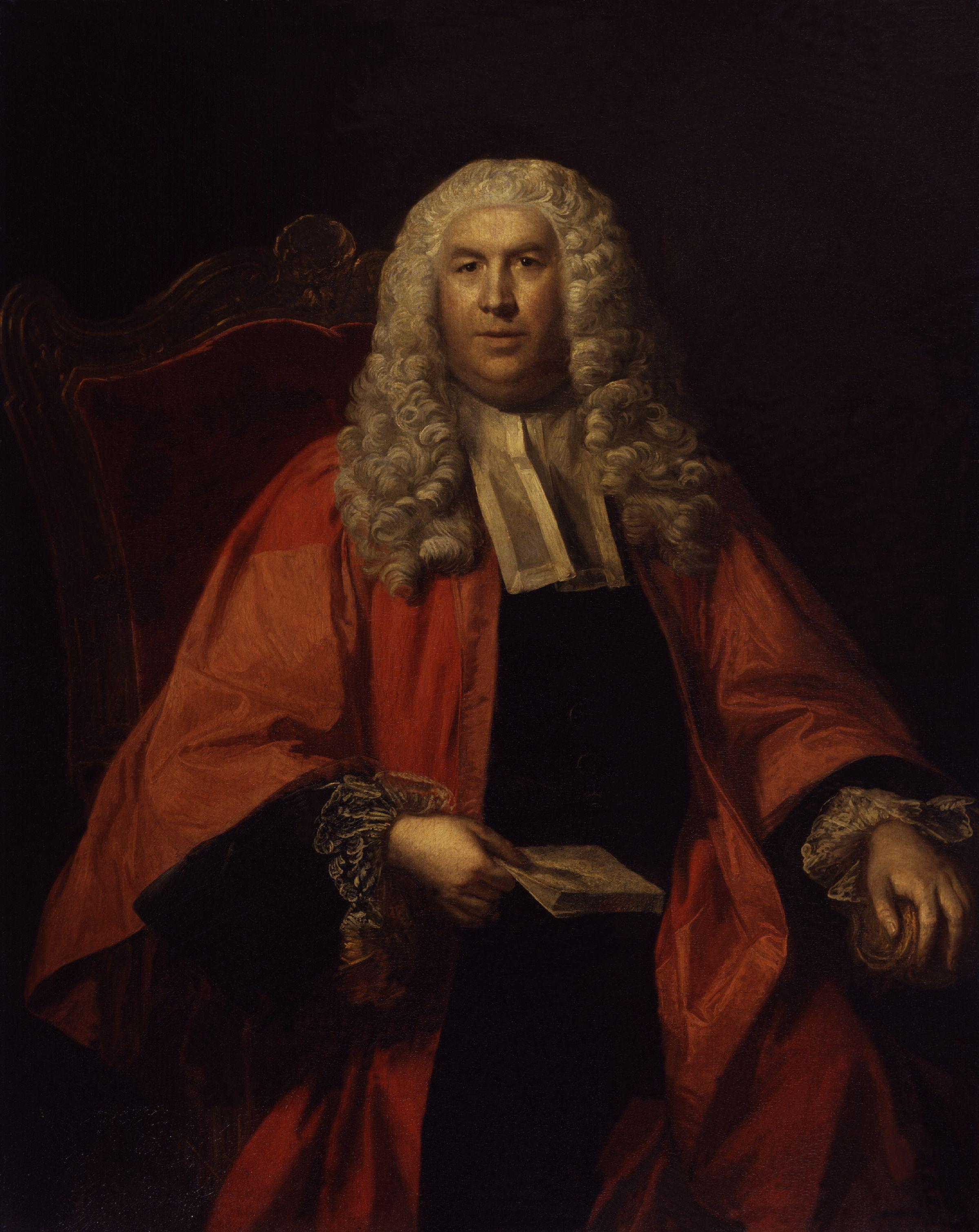
ویلیام بلک‌استون
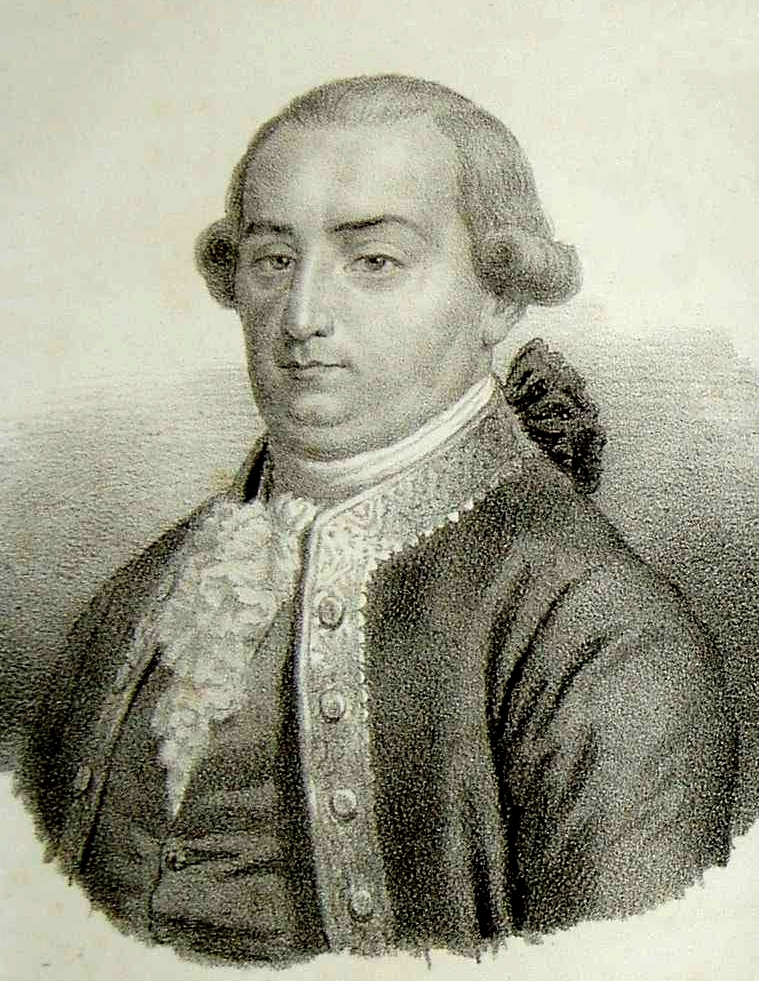
چزاره بکاربا
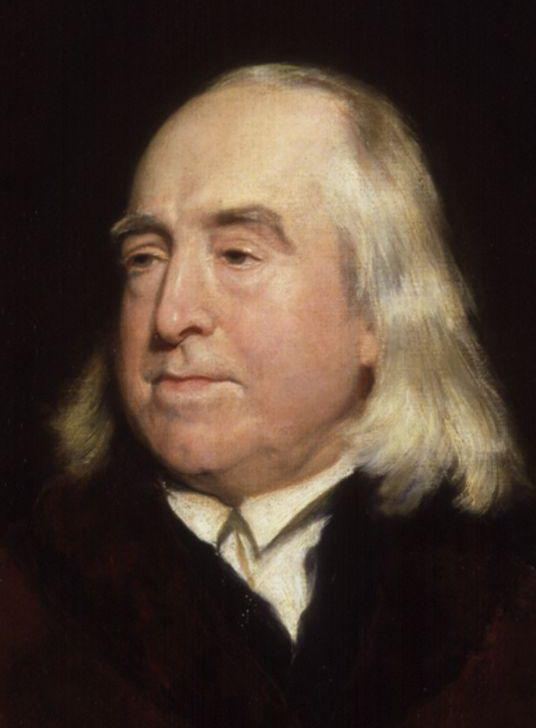
جرمی بنتام
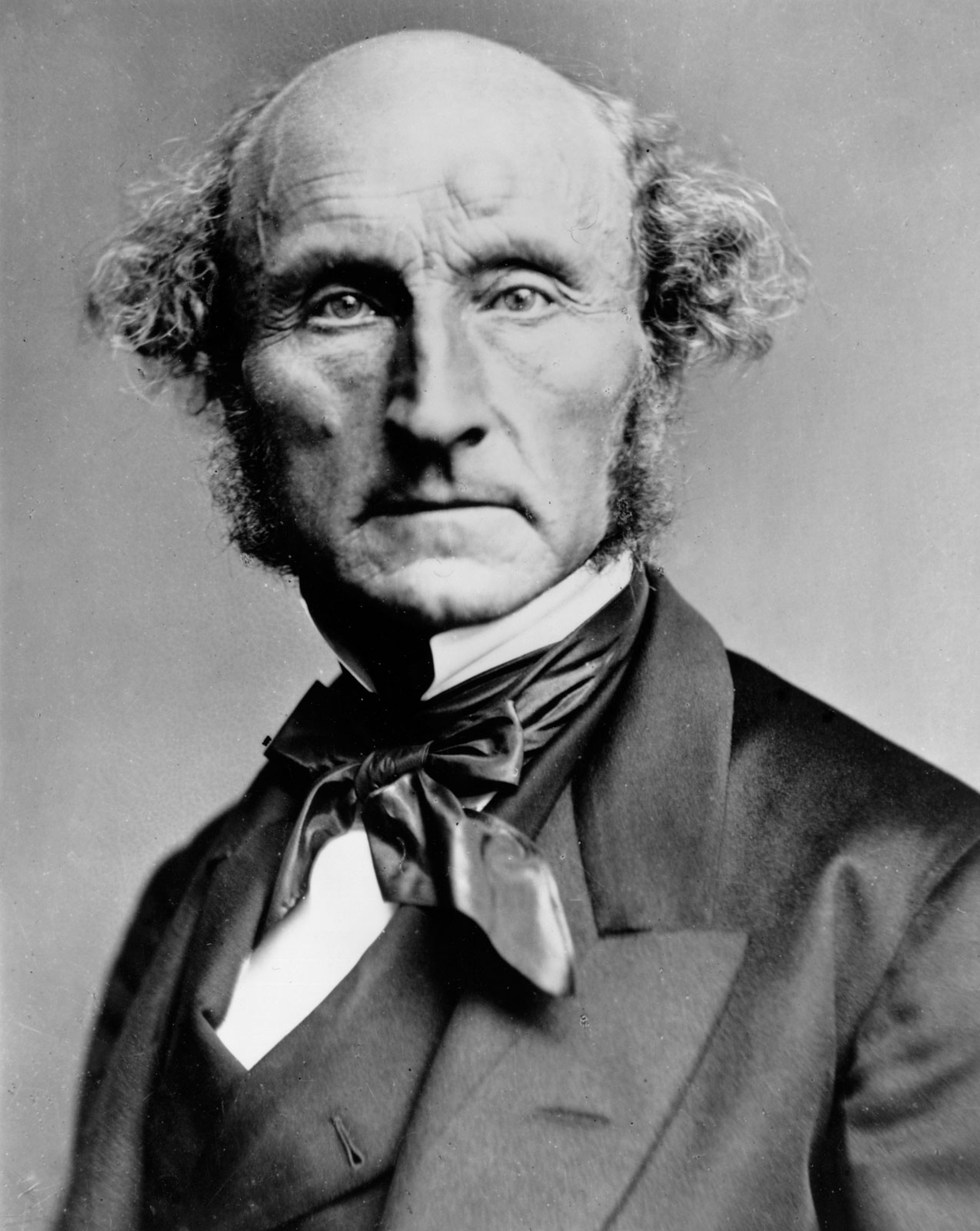
جان استوارت میل
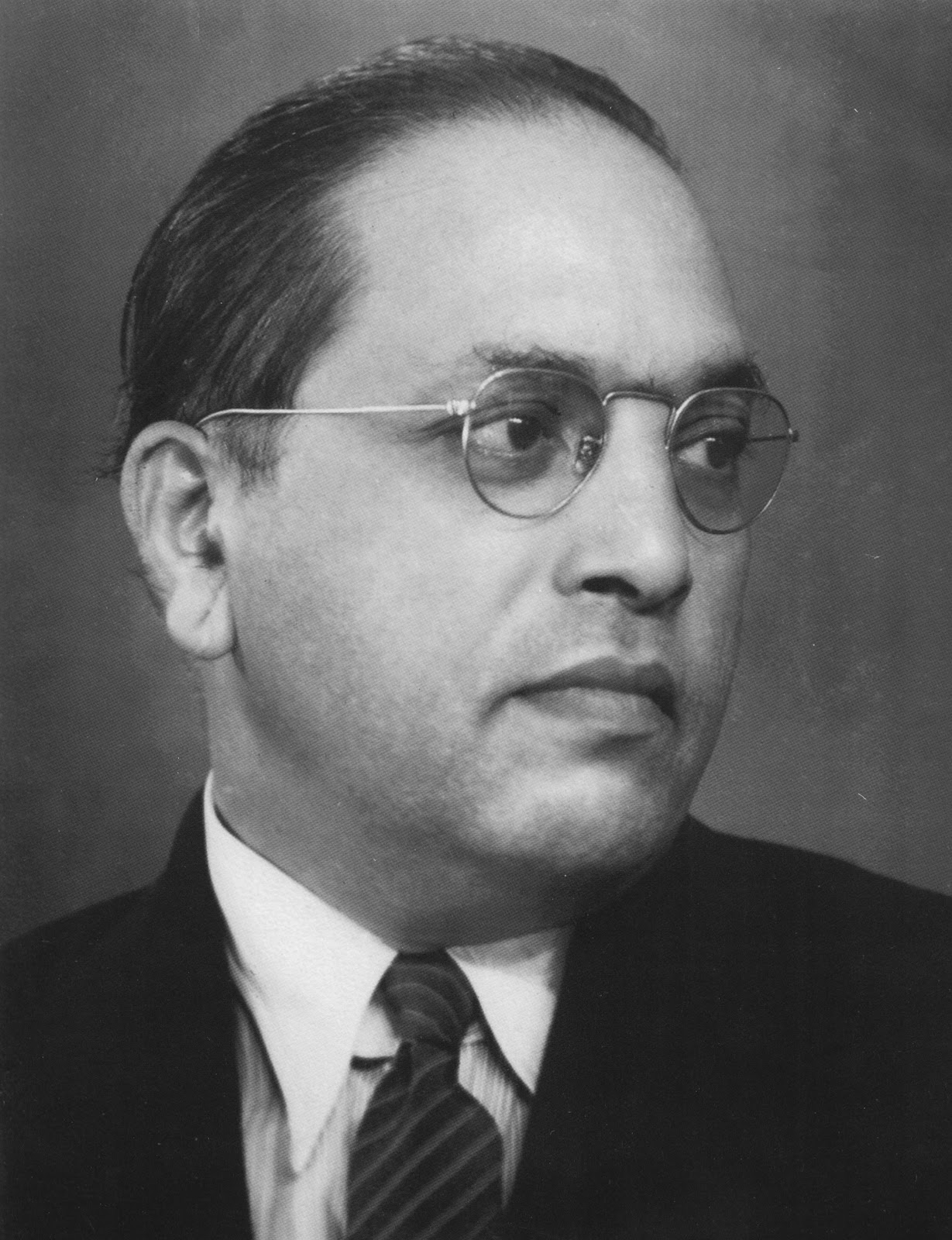
بهیمراو رامجی آمبدکار
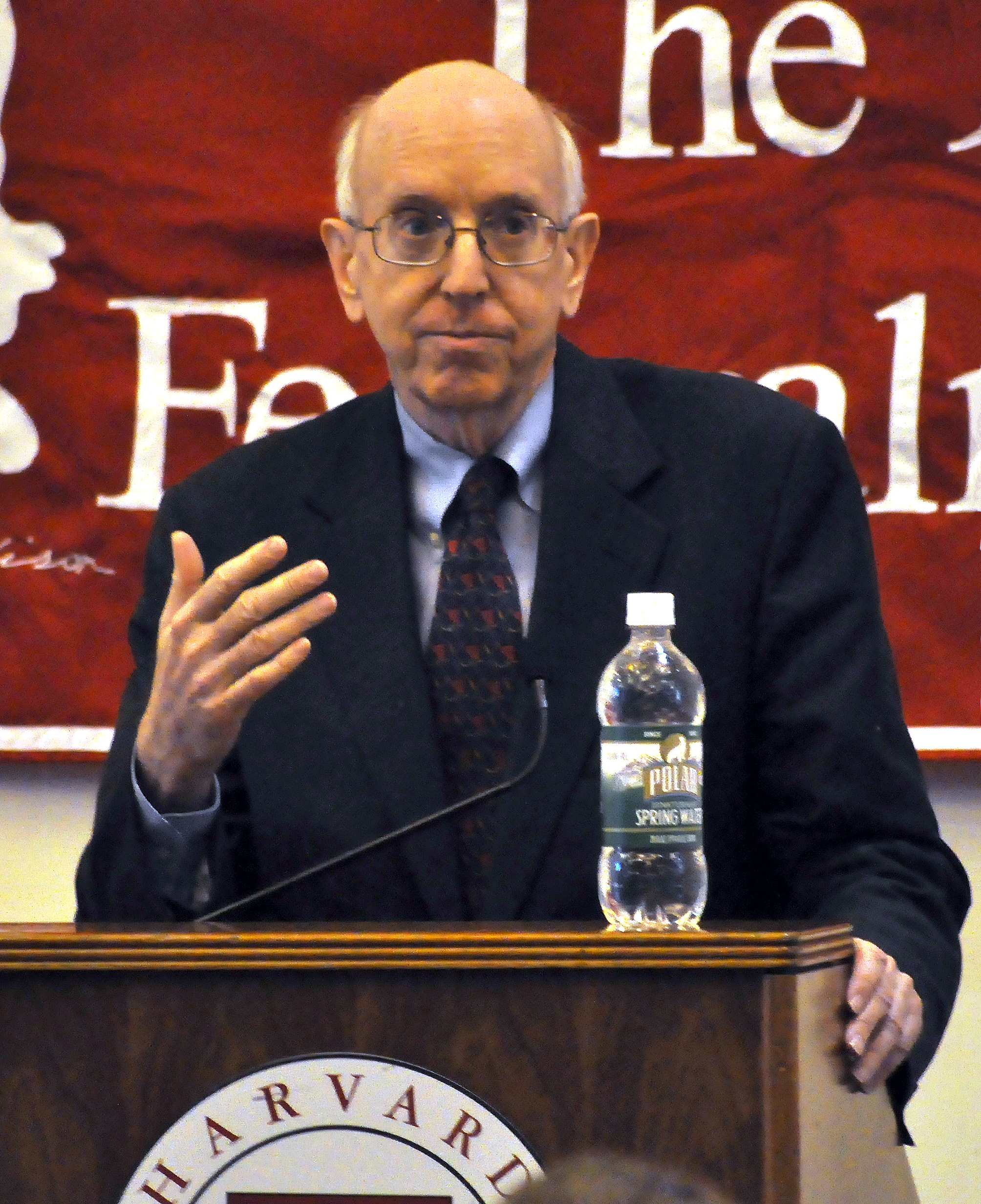
ریچارد پوزنر
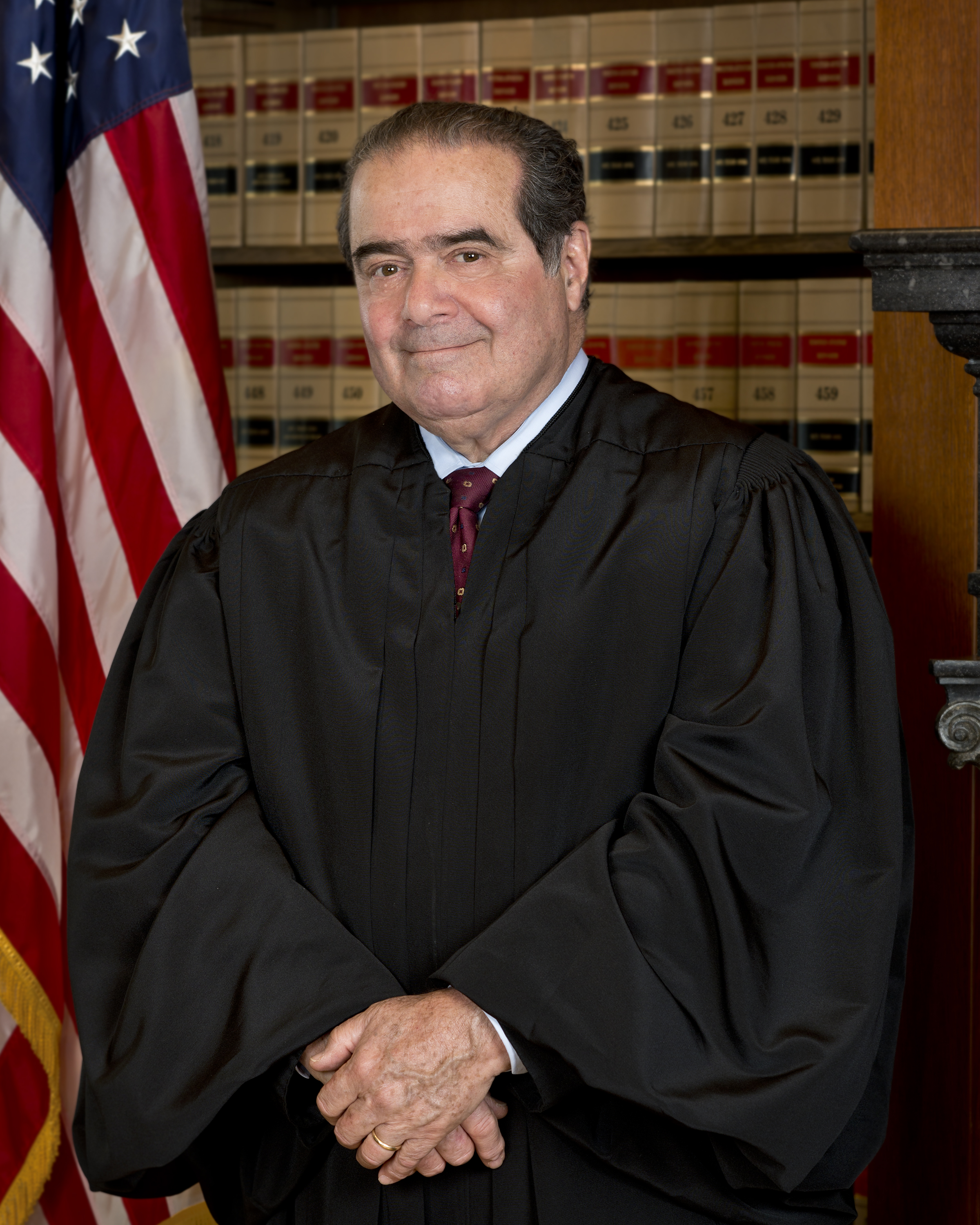
انتونین اسکالیا